# Kiço Mustaqi
Kiço Mustaqi (* 22. März 1938 in Peca, Kreis Delvina; † 23. Januar 2019 in Tirana) war ein albanischer General und Politiker der Partei der Arbeit Albaniens.

## Biografie
Mustaqi wuchs in einem kleinen Dorf in Südalbanien in ärmlichen Verhältnissen auf. Nach der Schulausbildung in Kuçova trat er in den Dienst der Streitkräfte (Forcat e Armatosura të Shqipërisë) und absolvierte dort eine Ausbildung zum Offizier. Er diente unter anderem in Tropoja, Vau-Deja und in Tirana.
Im Jahr 1974 wurde er erstmals zum Mitglied der Volksversammlung (Kuvendi Popullor) gewählt und gehörte dieser von der achten bis zur 12. Legislaturperiode 1992 an.
Mitte der 1980er Jahre wurde er zum Chef des Generalstabes der Streitkräfte sowie zum 1. Vizeminister für Verteidigung ernannt.
Auf dem 9. Parteitag der PPSh im November 1986 wurde er Kandidat des Politbüros der PPSh und stieg schließlich im Juli 1990 noch zum Mitglied des Politbüros auf, dem er bis Juni 1991 angehörte.
Am 9. Juli 1990 wurde er als Nachfolger von Prokop Murra zum Verteidigungsminister in die Regierung von Ministerpräsident Adil Çarçani und gehörte dieser bis zum 22. Februar 1991 sowie der Nachfolgeregierung von Fatos Nano bis zum 12. Mai 1991 an. Während dieser Zeit bemühte er sich im Zuge der politischen Ereignisse und des aufkommenden Zusammenbruchs des Kommunismus um eine engere Anbindung der militärischen an die politische Führung, um dadurch die Macht der PPSh zu bewahren. Allerdings wurde nach aufkommenden Unruhen im Februar 1991 von der demokratischen Opposition seine Ersetzung durch einen zivilen Politiker sowie die Entlassung von Innenminister Hekuran Isai, Außenminister Reiz Malile und Justizminister Enver Halili gefordert.

«Merita e tij më e madhe është se Shqipëria gjatë kohës së ndryshimit nga diktaturë në demokraci nuk pati gjakderdhje.»

„Sein größtes Verdienst ist, dass es in Albanien zur Zeit des Übergangs von der Diktatur zur Demokratie kein Blutvergießen gab.“

Nach seiner Pensionierung im Jahr 1994 emigrierte er nach Griechenland, wo er erfolglos um Asyl ersucht hatte und in Athen während 16 Jahren als Wächter arbeitete.
Im Juni 1996 begann gegen ihn in Abwesenheit ein Prozess vor einem Gericht in Tirana wegen Anstiftung zu einem Militärputsch in der Militärakademie von Tirana am 22. Februar 1991. Mitangeklagte waren der Kommandeur Arseni Stroka und der damalige Politkommissar der Militärakademie, Ksenofon Coni. Den nach dem Zusammenbruch des Kommunismus untergetauchten Angeklagten wurde vorgeworfen, den in der Militärakademie ansässigen Soldaten die Niederschlagung von Aufständen nach dem Sturz einer Statue von Enver Hoxha in Tirana am 20. Februar 1991 befohlen zu haben. Dabei kamen drei Menschen ums Leben, während 37 weitere Personen verletzt wurden. Darüber hinaus wurde ihm Korruption und Spionage vorgeworfen. Am 19. Juli 1996 wurde er schließlich zu einer Freiheitsstrafe von fünf Jahren verurteilt. Mustaqi bezeichnete die Verurteilung später als lächerlich, da er als Machthaber ja nicht einen Staatsstreich gegen sich selber hätte durchführen können.
2010 war er nach Albanien zurückgekehrt und lebte in der Folge in Tirana.